# National Football League 1976
La stagione NFL 1976 fu la 57ª stagione sportiva della National Football League, la massima lega professionistica statunitense di football americano. La finale del campionato, il Super Bowl XI, si disputò il 9 gennaio 1977 al Rose Bowl di Pasadena, in California e si concluse con la vittoria degli Oakland Raiders sui Minnesota Vikings per 32 a 14. La stagione iniziò il 12 settembre 1976 e si concluse con il Pro Bowl 1977 che si tenne il 17 gennaio al Kingdome di Seattle.
In questa stagione il numero di squadre venne portato da 26 a 28 con l'aggiunta dei Seattle Seahawks nella NFC West e dei Tampa Bay Buccaneers nella AFC West, anche se entrambe le squadre avrebbero cambiato Division l'anno successivo trasferendosi rispettivamente nella AFC West e nella NFC Central.
I Buccaneers stabilirono inoltre il record negativo di 14 sconfitte consecutive, perdendo tutte le partite della stagione regolare.

## Modifiche alle regole
- Venne stabilito di porre due tabelloni alle estremità del campo con gli orologi ufficiali dei 30 secondi per la ripresa del gioco in modo che fossero visibili dai giocatori di entrambe le squadre oltre che dal pubblico.
- Venne deciso che, in caso di fallo della difesa durante un extra point fallito, il tentativo dovesse essere ripetuto e l'attacco potesse scegliere se usufruire della penalità in iarde nella ripetizione del tentativo o nel kickoff successivo.
- Venne deciso che, in caso di fallo della difesa durante un extra point riuscito, la penalità in iarde venisse assegnata nel kickoff successivo.
- Venne vietato ai giocatori di afferrare un avversario per la maschera davanti al casco (face mask). La penalità per un face mask involontario venne fissata in 5 iarde, mentre quella per quello volontario in 15. Nel caso gli arbitri valutassero che il fallo fosse di particolare gravità, il colpevole potrebbe anche essere espulso.
- Venne vietato ai difensori di gettarsi o comunque colpire con violenza, prima o dopo la fine dell'azione, un portatore di palla avversario che sia scivolato a terra e non abbia mostrato intenzione di avanzare ulteriormente.

## Stagione regolare
La stagione regolare si svolse in 14 giornate, iniziò il 12 settembre e terminò il 12 dicembre 1976.

### Risultati della stagione regolare
- V = Vittorie, S = Sconfitte, P = Pareggi, PCT = Percentuale di vittorie, PF = Punti Fatti, PS = Punti Subiti
- La qualificazione ai play-off è indicata in verde (tra parentesi il seed)

| AFC East                 |    |    |   |     |     |     |
| Squadra                  | V  | S  | P | PCT | PF  | PS  |
| (2) Baltimore Colts      | 11 | 3  | 0 | 786 | 417 | 246 |
| (4) New England Patriots | 11 | 3  | 0 | 786 | 376 | 236 |
| Miami Dolphins           | 6  | 8  | 0 | 429 | 263 | 264 |
| New York Jets            | 3  | 11 | 0 | 214 | 169 | 383 |
| Buffalo Bills            | 2  | 12 | 0 | 143 | 245 | 363 |

| NFC East                |    |    |   |     |     |     |
| Squadra                 | V  | S  | P | PCT | PF  | PS  |
| (2) Dallas Cowboys      | 11 | 3  | 0 | 786 | 296 | 194 |
| (4) Washington Redskins | 10 | 4  | 0 | 714 | 291 | 217 |
| Saint Louis Cardinals   | 10 | 4  | 0 | 714 | 309 | 267 |
| Philadelphia Eagles     | 4  | 10 | 0 | 286 | 165 | 286 |
| New York Giants         | 3  | 11 | 0 | 214 | 170 | 250 |

| AFC Central             |    |   |   |     |     |     |
| Squadra                 | V  | S | P | PCT | PF  | PS  |
| (3) Pittsburgh Steelers | 10 | 4 | 0 | 714 | 342 | 138 |
| Cincinnati Bengals      | 10 | 4 | 0 | 714 | 335 | 210 |
| Cleveland Browns        | 9  | 5 | 0 | 643 | 267 | 287 |
| Houston Oilers          | 5  | 9 | 0 | 357 | 222 | 273 |

| NFC Central           |    |   |   |     |     |     |
| Squadra               | V  | S | P | PCT | PF  | PS  |
| (1) Minnesota Vikings | 11 | 2 | 1 | 821 | 305 | 176 |
| Chicago Bears         | 7  | 7 | 0 | 500 | 253 | 216 |
| Detroit Lions         | 6  | 8 | 0 | 429 | 262 | 220 |
| Green Bay Packers     | 5  | 9 | 0 | 357 | 218 | 299 |

| AFC West             |    |    |   |     |     |     |
| Squadra              | V  | S  | P | PCT | PF  | PS  |
| (1) Oakland Raiders  | 13 | 1  | 0 | 929 | 350 | 237 |
| Denver Broncos       | 9  | 5  | 0 | 643 | 315 | 206 |
| San Diego Chargers   | 6  | 8  | 0 | 429 | 248 | 285 |
| Kansas City Chiefs   | 5  | 9  | 0 | 357 | 290 | 376 |
| Tampa Bay Buccaneers | 0  | 14 | 0 | 0   | 125 | 412 |

| NFC West             |    |    |   |     |     |     |
| Squadra              | V  | S  | P | PCT | PF  | PS  |
| (3) Los Angeles Rams | 10 | 3  | 1 | 750 | 351 | 190 |
| San Francisco 49ers  | 8  | 6  | 0 | 571 | 270 | 190 |
| Atlanta Falcons      | 4  | 10 | 0 | 286 | 172 | 312 |
| New Orleans Saints   | 4  | 10 | 0 | 286 | 253 | 346 |
| Seattle Seahawks     | 2  | 12 | 0 | 143 | 229 | 429 |

## Play-off
I play-off iniziarono con i Divisional Playoff il 18 e 19 dicembre 1976, i Conference Championship Game si giocarono il 26 dicembre. Il Super Bowl XI si giocò il 9 gennaio 1977 al Rose Bowl di Pasadena.

### Seeding
| Seed | American Football Conference                | National Football Conference              |
| ---- | ------------------------------------------- | ----------------------------------------- |
| 1    | Oakland Raiders (vincitori AFC West)        | Minnesota Vikings (vincitori NFC Central) |
| 2    | Baltimore Colts (vincitori AFC East)        | Dallas Cowboys (vincitori NFC East)       |
| 3    | Pittsburgh Steelers (vincitori AFC Central) | Los Angeles Rams (vincitori NFC West)     |
| 4    | New England Patriots                        | Washington Redskins                       |

### Incontri
|  | Divisional Play-off | Divisional Play-off | Divisional Play-off |           |             | Conference Championship | Conference Championship | Conference Championship |  |  | Super Bowl XI | Super Bowl XI | Super Bowl XI |
|  |                     |                     |                     |           |             |                         |                         |                         |  |  |               |               |               |
|  | 3                   | Pittsburgh          | 40                  |           |             |                         |                         |                         |  |  |               |               |               |
|  | 2                   | Baltimore           | 14                  |           |             |                         |                         |                         |  |  |               |               |               |
|  | 2                   | Baltimore           | 14                  |           | 3           | Pittsburgh              | 7                       |                         |  |  |               |               |               |
|  |                     |                     |                     |           | 3           | Pittsburgh              | 7                       |                         |  |  |               |               |               |
|  |                     | 1                   | Oakland             | 24        |             |                         |                         |                         |  |  |               |               |               |
|  | 4                   | 1                   | Oakland             | 24        | New England | 21                      |                         |                         |  |  |               |               |               |
|  | 4                   |                     |                     |           | New England | 21                      |                         |                         |  |  |               |               |               |
|  | 1                   | Oakland             | 24                  |           |             |                         |                         |                         |  |  |               |               |               |
|  |                     |                     |                     |           |             |                         |                         |                         |  |  | A1            | Oakland       | 32            |
|  |                     |                     | N1                  | Minnesota | 14          |                         |                         |                         |  |  |               |               |               |
|  | 3                   | L.A. Rams           | 14                  |           |             |                         |                         |                         |  |  |               |               |               |
|  | 2                   | Dallas              | 12                  |           |             |                         |                         |                         |  |  |               |               |               |
|  | 2                   | Dallas              | 12                  |           | 3           | L.A. Rams               | 13                      |                         |  |  |               |               |               |
|  |                     |                     |                     |           | 3           | L.A. Rams               | 13                      |                         |  |  |               |               |               |
|  |                     | 1                   | Minnesota           | 24        |             |                         |                         |                         |  |  |               |               |               |
|  | 4                   | 1                   | Minnesota           | 24        | Washington  | 20                      |                         |                         |  |  |               |               |               |
|  | 4                   |                     |                     |           | Washington  | 20                      |                         |                         |  |  |               |               |               |
|  | 1                   | Minnesota           | 35                  |           |             |                         |                         |                         |  |  |               |               |               |

### Vincitore
| Vincitori del Super Bowl XI Oakland Raiders 1º titolo |

## Premi individuali
| MVP della NFL                 | Bert Jones, Quarterback, Baltimore Colts      |
| Allenatore dell'anno          | Forrest Gregg, Cleveland Browns               |
| Giocatore offensivo dell'anno | Bert Jones, Quarterback, Baltimore Colts      |
| Difensore dell'anno           | Jack Lambert, Linebacker, Pittsburgh Steelers |
| Rookie offensivo dell'anno    | Sammy White, Wide Receiver, Minnesota Vikings |
| Rookie difensivo dell'anno    | Mike Haynes, Cornerback, New England Patriots |